# Suninua
Suninua ou Quidininua (em acádio: mŠÚ-URU.AB x ḪA; romaniz.: Šu-Ninua ou Kidin-Ninua; lit. "Aquele de Nínive") foi um rei do Antigo Império Assírio que reinou por 12 anos. Era filho de Bazaiu e membro da dinastia de Belubani. Sucedeu o possível usurpador Lulaiu e foi sucedido por seus filhos Sarmadade II e Erisum III, respectivamente. Quiçá teve um terceiro filho, o hipotético Ismedagã, que teria sido pai de Samsiadade III caso o Ismedagã citado nas inscrições não seja o conhecido Ismedagã II. Devido ao significado de seu nome, Julian Reade propôs que tenha sido governador na cidade de Nínive.